# Loštický pohár

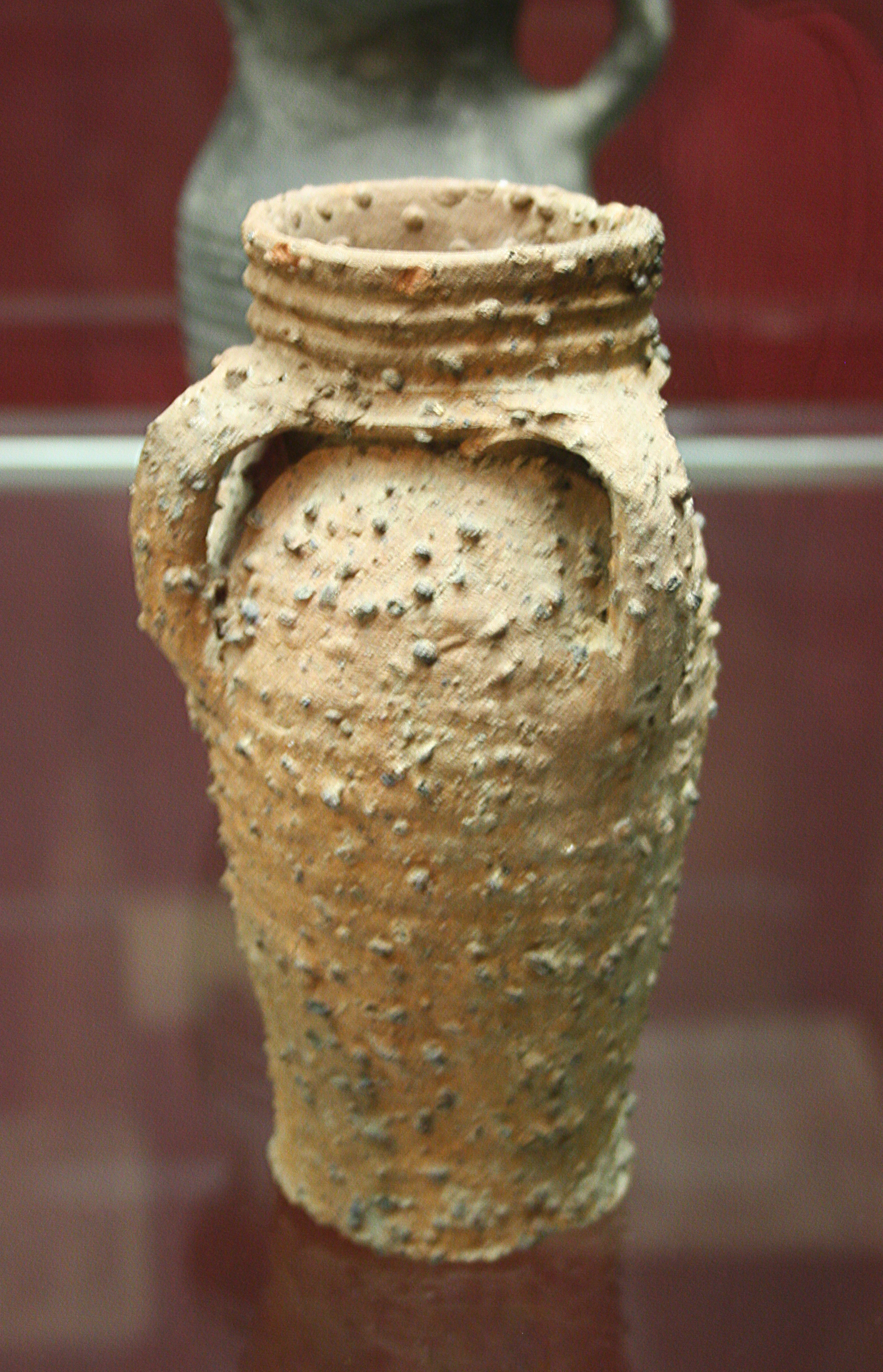
Loštický pohár v Moravské galerii

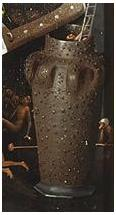
Pohár na obrazu Zahrada pozemských rozkoší od Hieronyma Bosche

Loštické poháry se vyráběly v Lošticích od konce 14. zhruba do poloviny 16. století. Tato doba je považována za vrchol loštického hrnčířství. V době své největší proslulosti, v 15. století, byly známy po celé střední Evropě, což dokazuje vyobrazení jednoho z nich na obraze Zahrada pozemských rozkoší od Hieronyma Bosche.
S vládou Matyáše Korvína zřejmě souvisí jejich velký výskyt v Budíně, a byly nalezeny i v Chorvatsku. Typický puchýřovitý povrch ovlivnil lékařský termín ze 16. století pro kožní chorobu – „loštická tvář“.

## Výroba
Loštická keramika se vyznačuje povrchem pokrytým puchýřky a tvrdostí vypálené hmoty. Tohoto efektu bylo docíleno materiálem používaného k výrobě. Jde o grafitovou hlínu obsahující pyrit, která byla vypalována při teplotách kolem 1 200 °C, kdy se z ní pyrit uvolňoval a vytvářel na povrchu keramiky bublinky a stroupky. Nejbližší analogii takového drsného povrchu lze nalézt v anglickém Yorku. Keramika má tmavě hnědou, či červenohnědou barvu, s místy mírným leskem a povrch pokrývají drobné puchýřky.
Keramika byla vytáčena na hrnčířském kruhu, avšak některé poháry bez oušek byly vyrobeny nálepovou metodou, o čemž svědčí stopy po nalepení vrstev na jejich vnitřní stěně.

## Keramické tvary
Kromě pohárů se do skupiny loštické keramiky řadí i další tvary. Zoroslava Drobná rozdělila loštickou produkci na tyto typy:
1. loštické hrnce, bezuché i s uchy.
2. loštické poháry
3. loštické poháry s oušky v počtu od tří do sedmnácti
  - úzké a štíhlé
  - široké a nízké

K některým pohárům se používaly pokličky, což je doloženo z nálezů i písemných pramenů. Byl nalezen i velmi zvláštní tvar nádoby v podobě boty.
I loštické hrnce byly hojně užívány. Typy s uchy bývaly větších rozměrů, dále existovaly typy se dvěma nebo třemi uchy, nebo s pětiúhelníkovitými držadly.

### Vzhled a tvar pohárů
Loštické poháry jsou keramické nádoby, ale jejich originální a podivuhodný vzhled je odlišuje od ostatní keramiky. Většinou jde o štíhlé vyšší nádoby s úzkým hrdlem, které kolem dokola zdobí věnec malých oušek. Ty neplní funkci držadel, ale jsou pouze dekoračním prvkem. Poháry širšího typu s oušky byly zdobeny i kolečkovou metodou a červeným malováním a jsou nejmladším typem loštických pohárů.
Objem těchto nádob sloužících k pití byl podle Z. Drobné normován na určitou míru: nejmenší na čtvrt žejdlíku, vyšší na půl a nejvyšší na jeden žejdlík.